# Сеймор Баттс
Сеймор Баттс (англ. Seymore Butts, настоящее имя Адам Глассер, англ. Adam Glasser, род. 18 марта 1964, Бронкс, Нью-Йорк) — американский порнорежиссёр, порнопродюсер и (в меньшей степени) порноактёр, выпустивший сотни фильмов в жанре гонзо-порнографии. Лауреат отраслевых премий, таких как AVN Awards и NightMoves Award, член Залов славы AVN, XRCO и NightMoves.

## Биография

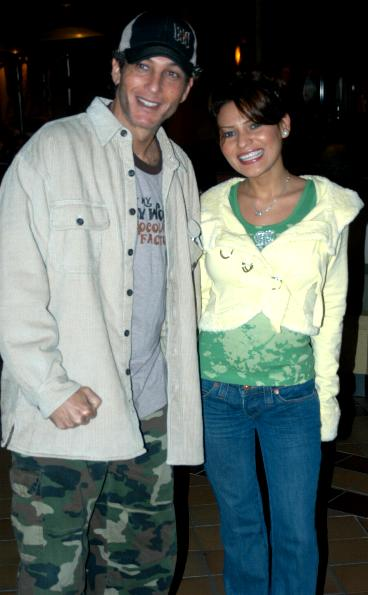
Баттс и Мэри Посса (Mari Possa) на показе классического фильма «Глубокая глотка»

Родился 18 марта 1964 года в Бронксе, Нью-Йорк. Имеет еврейские корни. После нескольких выступлений в качестве актёра второго плана в конце 1980-х годов, в том числе роли в раннем видео Джона Стальяно Buttman'S Ultimate Workout (1991) с участием Мэтью Кинга (Matthew King), Глассер взял в качестве псевдонима известный гэг Seymore Butts (англ. see more butts) и начал выпускать собственные видео в начале 1990-х годов, открыв студию Seymore, Inc. Сериал Seymore Butts выиграл AVN Awards в номинации «лучший гонзо-сериал» в 1999 и 2000 годах.
В 2001–2002 годах Глассер был обвиняемым по делу о непристойности «Люди штата Калифорния против Адама Глассера и других» по поводу изображения вагинального фистинга в его видео 1999 года Tampa Tushy Fest 1. Фильм получил премию AVN Awards в 2000 году в номинации «лучшая лесбийская сцена — видео». Глассер не признал себя виновным в нарушении статей 311.2(a) Уголовного Кодекса Калифорнии, «производство, распространение или демонстрация непристойных материалов»; и 311.5, «реклама или пропаганда материалов, изображаемых как непристойные». Затем до суда он выступил с заявлением, в котором признал вину, а его компания заявила, что «не отрицает нарушения общественного порядка», и заплатил штраф в размере 1000 долларов США в обмен на снятие с обвиняемых всех других обвинений в непристойном поведении.
Начиная с 2003 года, жизнь Глассера была в центре внимания популярного реалити-шоу Showtime Family Business («Семейный бизнес»). Вместе с ним снимались мать, Лила Глассер, и 60-летний двоюродный брат, Стиви Глассер (он же «Кузен Стиви»), которые помогают Адаму управлять «семейным бизнесом» — «порноимперией». В процессе производства телешоу Глассер, сославшись на судебное дело, использовал его в качестве плацдарма для начала успешного марафона по сбору средств на свободу слова. Сериал также был посвящён его жизни как отца-одиночки и трудностям порнозвёзды в поиске важных связей извне индустрии. Сериал длился четыре сезона.
Do-It-Yourself Porn (2008) Глассера — одна из нескольких практических инструкций по съёмке порнографических видео, появившихся в последние годы.
У Глассера обесцвеченные пятна на головке пениса из-за псориаза, из-за чего он получил прозвище «ситцевый петух».
Снялся в документальном фильме о порнографии Frontline канала PBS.

## Награды и номинации

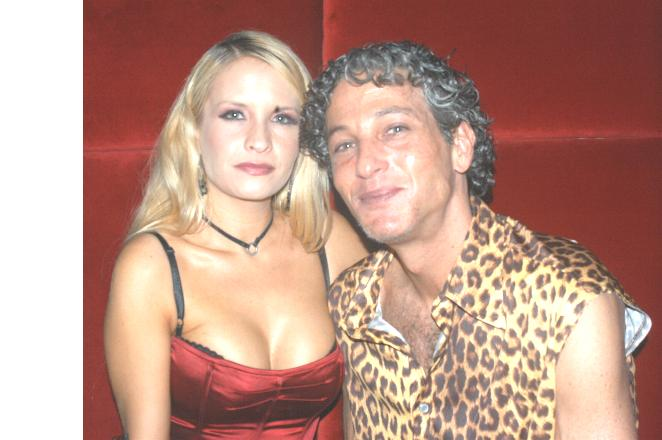
Баттс и Энджел Кэссиди (Angel Cassidy) на Digital Playground Party

- 1999 AVN Awards — «лучший гонзо-сериал», за Seymore Butts
- 1999 NightMoves Award — «лучшее производство полнометражных фильмов»[12], за Tampa Tushy
- 2000 AVN Awards — «лучший гонзо-сериал», за Seymore Butts
- 2000 NightMoves Award — лучший актёр[12]
- 2000 NightMoves Award — награда за прижизненное достижение[12]
- 2004 — включён в Зал славы XRCO[13][14][15]
- 2005 — включён в Зал славы AVN
- 2005 XRCO Award — Mainstream Adult Media Favorite, за Family Business (Showtime Entertainment)[16]
- 2006 NightMoves Award — «лучший анальный фильм, выбор редакции»[17], за Ass Hunt
- 2007 — включён в Зал славы NightMoves[18]
- 2007 NightMoves Award — «лучший анальный фильм, выбор редакции»[18], за Rump Riders (совместно с Pure Play Media)
- 2013 NightMoves Award — награда за тройную роль[19]
- 2013 XBIZ Award номинация — «режиссёр года — не-полнометражный релиз», за Pool Party at Seymore's Vol.3[20]

## Личная жизнь
Состоял в браке с порноактрисой Шейн. В 1996 году у Баттса и Тейлор Хейз родился сын.